# Saxetania cultricollis
Saxetania cultricollis är en insektsart som först beskrevs av Henri Saussure 1887.  Saxetania cultricollis ingår i släktet Saxetania och familjen Pamphagidae.

## Underarter
Arten delas in i följande underarter:
- S. c. cultricollis
- S. c. integra